# Atanasij Zografski
Atanasij Zografski (1869 Debar – 1920 klášter v Zografu) byl bulharský duchovní a fotograf aktivní na konci 19. a počátku 20. století.

## Životopis

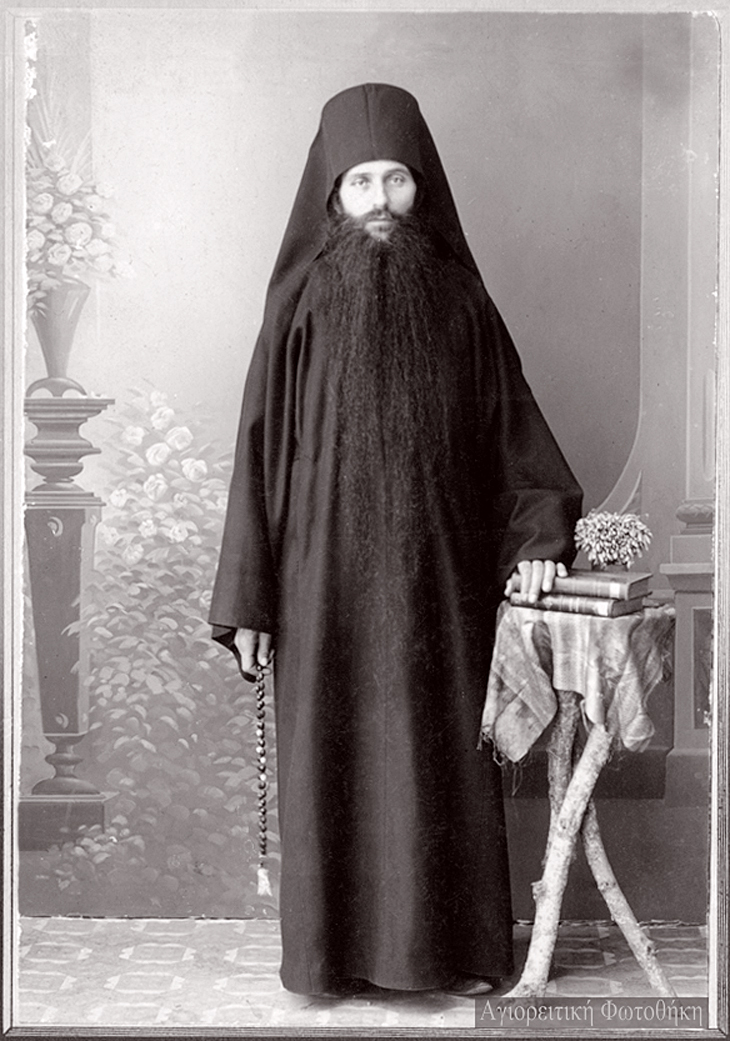
Autoportrét, 1910

Atanasij Zografski se narodil v roce 1869 v západomakedonském městě Debar otci Stojanovi a matce Sirmě. V roce 1892 vstoupil do bulharského kláštera v Zografu. Jeromonach Atanasij byl významnou postavou zografského uměleckého ateliéru v období 1896–1920. Jeho dochované fotografie jsou cenné a ukazují ho jako kvalitního fotografa.